# Cerkiew Podwyższenia Krzyża Pańskiego w Korchowie
Cerkiew Podwyższenia Krzyża Pańskiego – filialna cerkiew prawosławna w Korchowie, podlegająca parafii Świętej Trójcy w Tarnogrodzie (należącej do dekanatu Zamość diecezji lubelsko-chełmskiej Polskiego Autokefalicznego Kościoła Prawosławnego). 

## Historia

### Pierwsze cerkwie w Korchowie
Pierwsza wzmianka o cerkwi w Korchowie pochodzi z 1531, zaś parafia istniała z pewnością przed 1589. Przed r. 1621 przyjęła postanowienia unii brzeskiej. Miejscowa parafia należała do unickiej diecezji przemyskiej. W 1840 do świątyni uczęszczało 1055 parafian. W latach 1872–1875 na miejscu starszej cerkwi wzniesiono nową, drewnianą; inicjatorem budowy był proboszcz, ks. Piotr Czerlunczakiewicz. W 1875 wskutek likwidacji unickiej diecezji chełmskiej korchowska cerkiew ponownie stała się świątynią prawosławną. W 1911 była remontowana. Cerkiew znajdowała się na terenie obecnego boiska szkolnego w Korchowie, w pobliżu nowego cmentarza prawosławnego we wsi.
Po tym, gdy prawosławni mieszkańcy wsi zostali ewakuowani w głąb Rosji w 1915, opuszczona świątynia podupadła. Zdewastowany został również stary cmentarz prawosławny we wsi. Między r. 1929 a 1932 uszkodzony budynek został rozebrany. Do 1938 we wsi działała nieetatowa filia parafii tarnogrodzkiej.

### Nowa cerkiew
W 2002 r. – staraniem proboszcza parafii tarnogrodzkiej, ks. Włodzimierza Klimiuka – na terenie nowego cmentarza prawosławnego w Korchowie rozpoczęto budowę cerkwi pod wezwaniem Podwyższenia Krzyża Pańskiego. Gotowy obiekt poświęcił w 2006 r. arcybiskup lubelski i chełmski Abel.